# Asticta suffusa
Asticta suffusa är en fjärilsart som beskrevs av W. Warren 1913. Asticta suffusa ingår i släktet Asticta och familjen nattflyn. Inga underarter finns listade i Catalogue of Life.